# Пјано Скарпара (Пескара)
Пјано Скарпара (итал. Piano Scarpara) је насеље у Италији у округу Пескара, региону Абруцо.
Према процени из 2011. у насељу је живело 45 становника. Насеље се налази на надморској висини од 385 м.